# Mauro Savastano
Mauro Savastano (Zaandam, 16 april 1997) is een Nederlands voormalig betaald voetballer. Hij speelde bij voorkeur als  verdediger.

## Clubcarrière
In 2007 maakte Savastano zijn entree in de jeugdopleiding van AFC Ajax. Hij tekende zijn eerste contract op 7 januari 2015 wat hem tot 30 juni 2018 aan de club verbond. Dezelfde maand nog mocht hij voor de eerste keer met de A-selectie meetrainen.
Op 16 maart 2015 maakte Savastano zijn professionele debuut bij Jong Ajax in de Eerste Divisie. In de thuiswedstrijd die met 3-0 werd gewonnen van Fortuna Sittard verving hij na rust Terry Lartey Sanniez. Tijdens de voorbereiding op het seizoen 2015/16 mocht Savastano samen met Václav Černý met het eerste elftal mee op trainingskamp naar Oostenrijk. Ook sloot hij aan bij de selectie van Jong Ajax. Op 4 juli 2015 maakte Savastano zijn officieus debuut voor Ajax in een vriendschappelijke wedstrijd tegen Dinamo Moskou (2–2) ter afsluiting van het trainingskamp in Oostenrijk. Savastano verving na rust Mitchell Dijks. Op 2 januari 2018 werd bekend dat hij het seizoen op huurbasis afmaakt in Deventer.
Op 8 juni 2018 werd bekend dat AZ Savastano transfervrij overneemt van Ajax. Hij zat vier keer op de bank bij het eerste team maar speelde zijn wedstrijden voor Jong AZ in de Eerste divisie. Savastano zat een jaar zonder club nadat zijn contract bij AZ medio 2020 afliep.
Van medio 2021 tot medio 2023 kwam hij uit voor FC Dordrecht in de Eerste divisie. Op 19 september 2023 tekende Savastano een contract tot medio 2025 bij het Deense Fremad Amager, uitkomend in de 2. division. Op 12 augustus 2024 liet hij zijn contract ontbinden en beëindigde hij zijn voetballoopbaan.

### Carrièrestatistieken
| Seizoen                      | Club              | Land            | Competitie      | Competitie | Competitie | Beker | Beker | Internationaal | Internationaal | Overig | Overig | Totaal | Totaal |
| Seizoen                      | Club              | Land            | Competitie      | Wed.       | Dlp.       | Wed.  | Dlp.  | Wed.           | Dlp.           | Wed.   | Dlp.   | Wed.   | Dlp.   |
| ---------------------------- | ----------------- | --------------- | --------------- | ---------- | ---------- | ----- | ----- | -------------- | -------------- | ------ | ------ | ------ | ------ |
| 2014/15                      | Jong Ajax         | Nederland       | Eerste divisie  | 2          | 0          | 0     | 0     | 0              | 0              | 0      | 0      | 2      | 0      |
| 2015/16                      | Jong Ajax         | Nederland       | Eerste divisie  | 0          | 0          | 0     | 0     | 0              | 0              | 3      | 0      | 0      | 0      |
| 2016/17                      | Jong Ajax         | Nederland       | Eerste divisie  | 26         | 0          | 0     | 0     | 0              | 0              | 0      | 0      | 26     | 0      |
| 2017/18                      | Jong Ajax         | Nederland       | Eerste divisie  | 6          | 0          | 0     | 0     | 0              | 0              | 0      | 0      | 6      | 0      |
| 2017/18                      | → Go Ahead Eagles | Nederland       | Eerste divisie  | 5          | 0          | 0     | 0     | 0              | 0              | 0      | 0      | 5      | 0      |
| 2018/19                      | Jong AZ           | Nederland       | Eerste divisie  | 28         | 1          | 0     | 0     | 0              | 0              | 0      | 0      | 28     | 1      |
| 2019/20                      | Jong AZ           | Nederland       | Eerste divisie  | 17         | 0          | 0     | 0     | 0              | 0              | 0      | 0      | 17     | 0      |
| Beloften totaal              | Beloften totaal   | Beloften totaal | Beloften totaal | 73         | 1          | 0     | 0     | 0              | 0              | 3      | 0      | 76     | 1      |
| Senioren Totaal              | Senioren Totaal   | Senioren Totaal | Senioren Totaal | 5          | 0          | 0     | 0     | 0              | 0              | 0      | 0      | 5      | 0      |
| Carrière totaal              | Carrière totaal   | Carrière totaal | Carrière totaal | 78         | 1          | 0     | 0     | 0              | 0              | 3      | 0      | 81     | 1      |
| Bijgewerkt tot 11 juli 2021. |                   |                 |                 |            |            |       |       |                |                |        |        |        |        |

## Interlandloopbaan
Savastano was Nederlands jeugdinternational en speelde in de vertegenwoordigende selecties onder 16, 17, 18 en 20. Hij maakte deel uit van de selectie op het Europees kampioenschap voetbal mannen onder 17 - 2014 waarop Nederland de finale verloor van Engeland. Hij kwam dat toernooi eenmaal in actie.